# IC 1101
IC 1101 (również PGC 54167 lub UGC 9752) – olbrzymia galaktyka eliptyczna znajdująca się w gwiazdozbiorze Panny w odległości 1,07 miliarda lat świetlnych od Ziemi. Galaktyka została odkryta w dniu 19 czerwca 1790 roku przez brytyjsko-niemieckiego astronoma Fredericka Williama Herschela. 
IC 1101 powstała w wyniku połączenia wielu mniejszych galaktyk. Galaktyka ta należy do gromady galaktyk Abell 2029 i jest jej głównym składnikiem. Jest to największa znana galaktyka (pod względem rozmiarów, nie masy), jej średnica wynosi około 4 milionów lat świetlnych. Zawiera około 400 razy więcej gwiazd niż Droga Mleczna i może być od niej nawet 2000 razy bardziej masywna ze względu na dużą ilość gazu i ciemnej materii. W zasadzie nie jest to galaktyka eliptyczna, lecz galaktyka soczewkowata. Jej oznaczenie to cD. Symbol pochodzi ze specjalnej klasyfikacji galaktyk i oznacza ogromne galaktyki eliptyczne, lecz obecnie zwykło się go rozwijać jako central Dominant, czyli dominującą w centrum (gromady).
Niektóre źródła błędnie podają, że została odkryta 19 czerwca 1890 roku przez Edwarda Swifta.